# جوایز اژدها
جوایز اژدها (انگلیسی: Dragon Awards) جوایز سمعی بصری می باشد که سالانه به کتاب، بازی کامپیوتری، مجموعه تلوزیونی و فیلم در ژانرهای مختلف علمی-تخیلی، فانتزی و داستان ترسناک داده می شود. جوایز توسط فندوم رای گیری و انتخاب می شود.